# Американское Самоа на Универсиадах
Американское Самоа принимает участие в Универсиадах начиная с летней Универсиады 1993 года в Буффало. На зимних Универсиадах спортивная делегация Американского Самоа не участвовала ни разу.
На настоящее время (после летней Универсиады 2021 и зимней Универсиады 2023) спортсмены Американского Самоа на всех Универсиадах медалей не завоевали.